# Vesconte Maggiolo
Vesconte Maggiolo (1478 – de 1549 a 1561), també escrit Vesconte Maiollo o Vesconte Maiolo, va ser un cartògraf genovès format al regne de Nàpols, on va fer els primers mapes

## Biografia

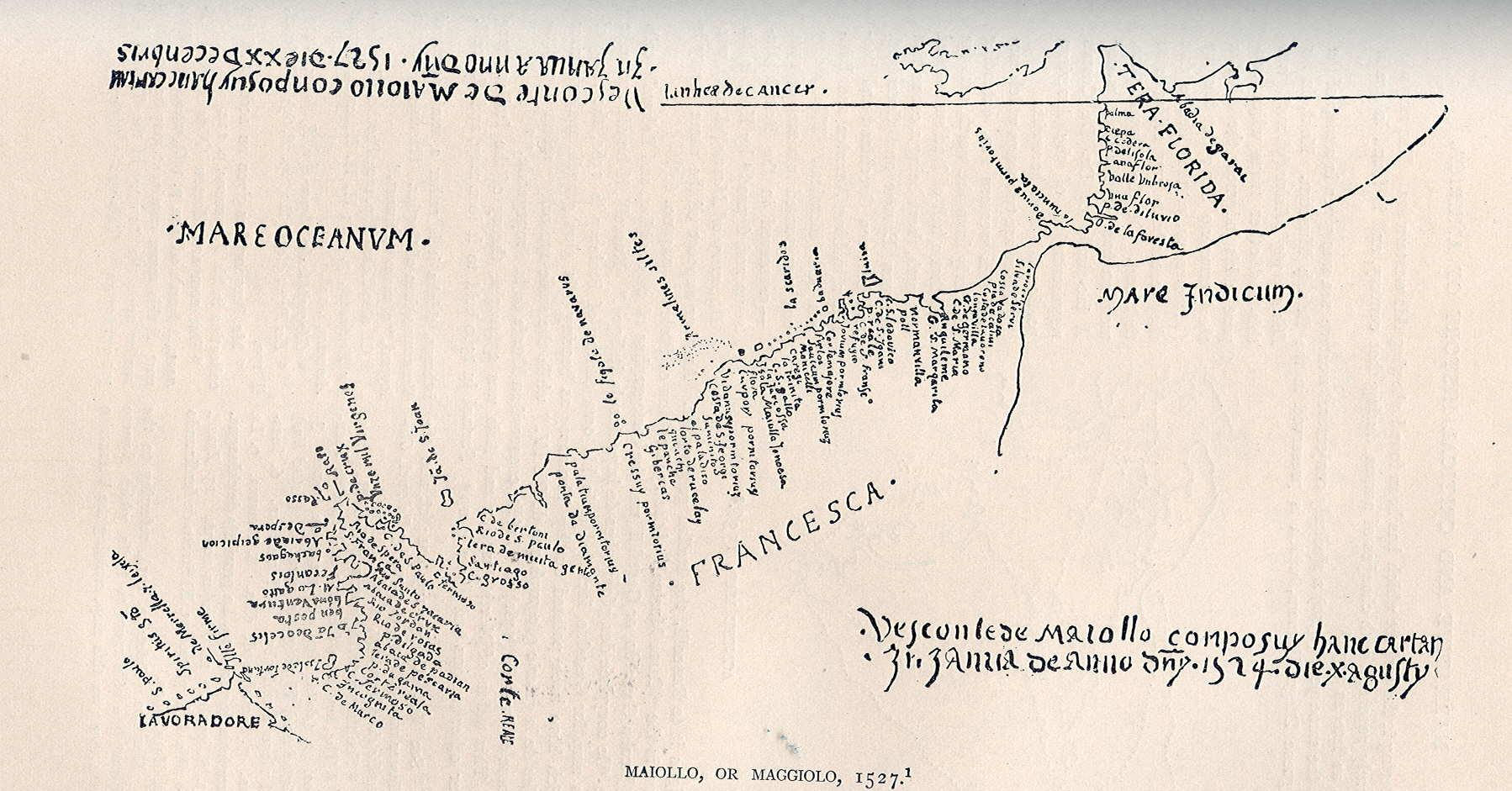
Mapa de 1527 de Visconte Maggiolo que mostra la costa est d'Amèrica del Nord amb "Tera Florida" a la part superior i "Lavoradore" (Labrador) a la part inferior. La informació suposadament prové del viatge de Giovanni da Verrazzano el 1524 (Biblioteca Ambrosiana de Milà, Itàlia).

Va néixer a Gènova i potser va ser company de navegació de l'explorador Giovanni da Verrazzano. El 1511 es va traslladar a Nàpols, on va produir tres atles nàutics existents. Alguns historiadors diuen que va morir de malària el 1530; però els documents d'arxiu mostren que encara era viu, a Gènova, almenys el 1549, tot i que segurament ja era mort el 1561.
El 1527, va crear un mapa que representava els viatges de Verrazzano. Aquest mapa tenia un error important: el «mar de Verrazzano», que representava un mar gran, suposadament l'oceà Pacífic, a l'altre costat d'un istme estret («istme de Verrazzano») a la costa oriental d'Amèrica del Nord, ja que Verrazzano no va descriure amb precisió el continent nord-americà. En una carta de 1524 —i descoberta el 1909— que Verrazzano va escriure al rei Francesc I, li esmentava aquell istme i un mar que ell pensava que arribava fins a la Xina. Aquest error va continuar apareixent als mapes durant més d'un segle. El pergamí d'aquest mapamundi fet a mà per Vesconte Maggiolo el 1527, que es conservava a la Biblioteca Ambrosiana i Galeria d'Art de Milà, va ser destruït en un bombardeig durant la Segona Guerra Mundial el 1943. Tanmateix, diverses biblioteques, entre elles la Milwaukee American Geographical Society Library i el British Museum, en tenen una reproducció a mida completa, en forma de facsímil que fou imprès el 1905 i el 1911 per la Hispanic Society of America. Una còpia de la Boston Public Library és accessible a archive.org.
Encara que Vesconte Maggiolo va fer nombroses cartes portolanes del mar Mediterrani, del mar Negre i del mar Egeu, en les que es va especialitzar, també es conserven atles i almenys dos mapamundis fets per ell. Entre els darrers, el mapamundi fet a Nàpols el 1516 i el datat a Gènova el 1531. Entre els portolans valgui com exemple la carta nàutica del Mediterrani de1547. Respecte als atles, Maggiolo va batejar en el seu atles de 1548 el topònim del riu sud-americà Rio de Amaxones, com també va informar de l'evidència d'una Torre de Newport precolombina en el seu atles de 1516.

## Galeria

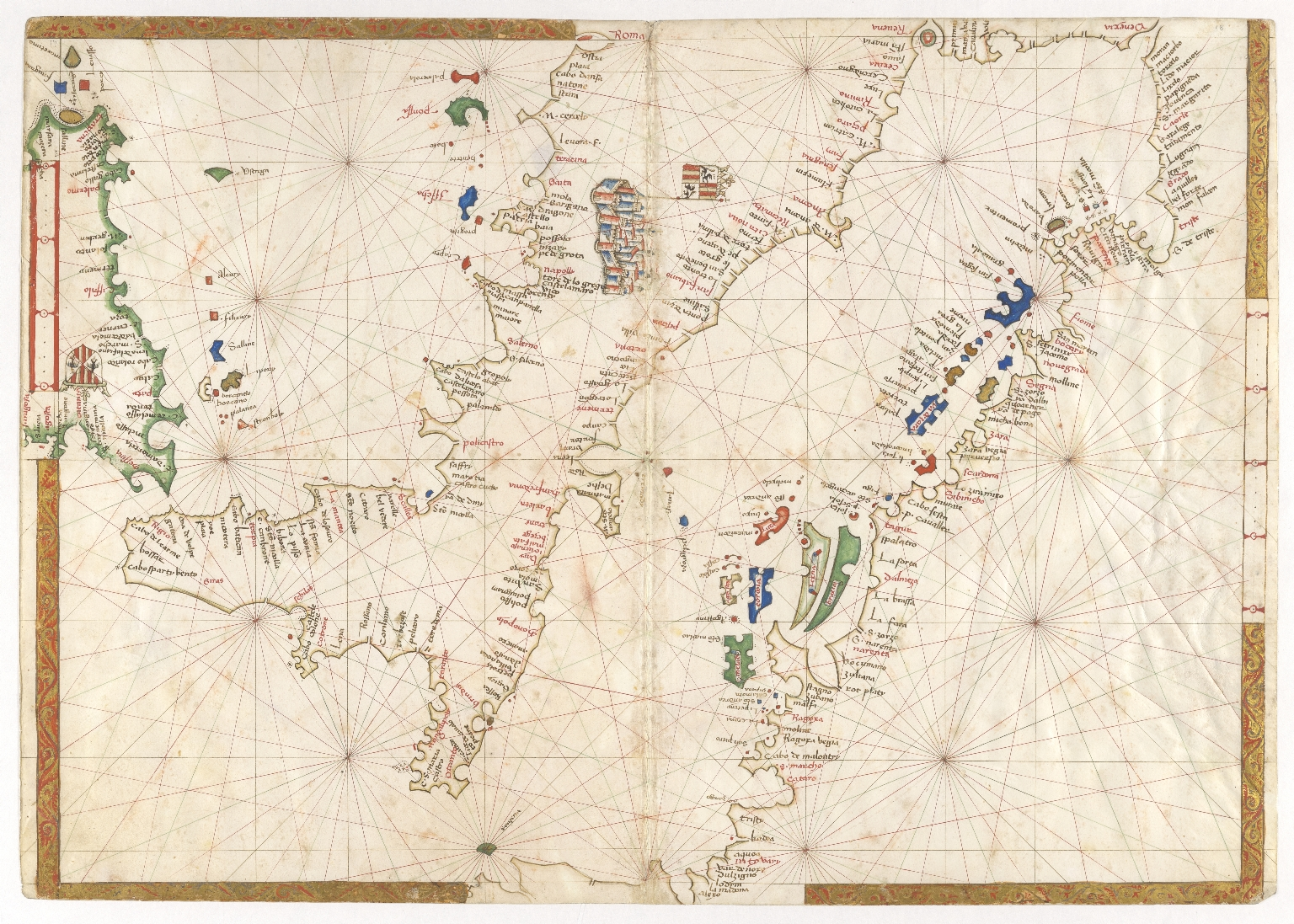
Itàlia, l'oest de Sicília i la costa adriàtica
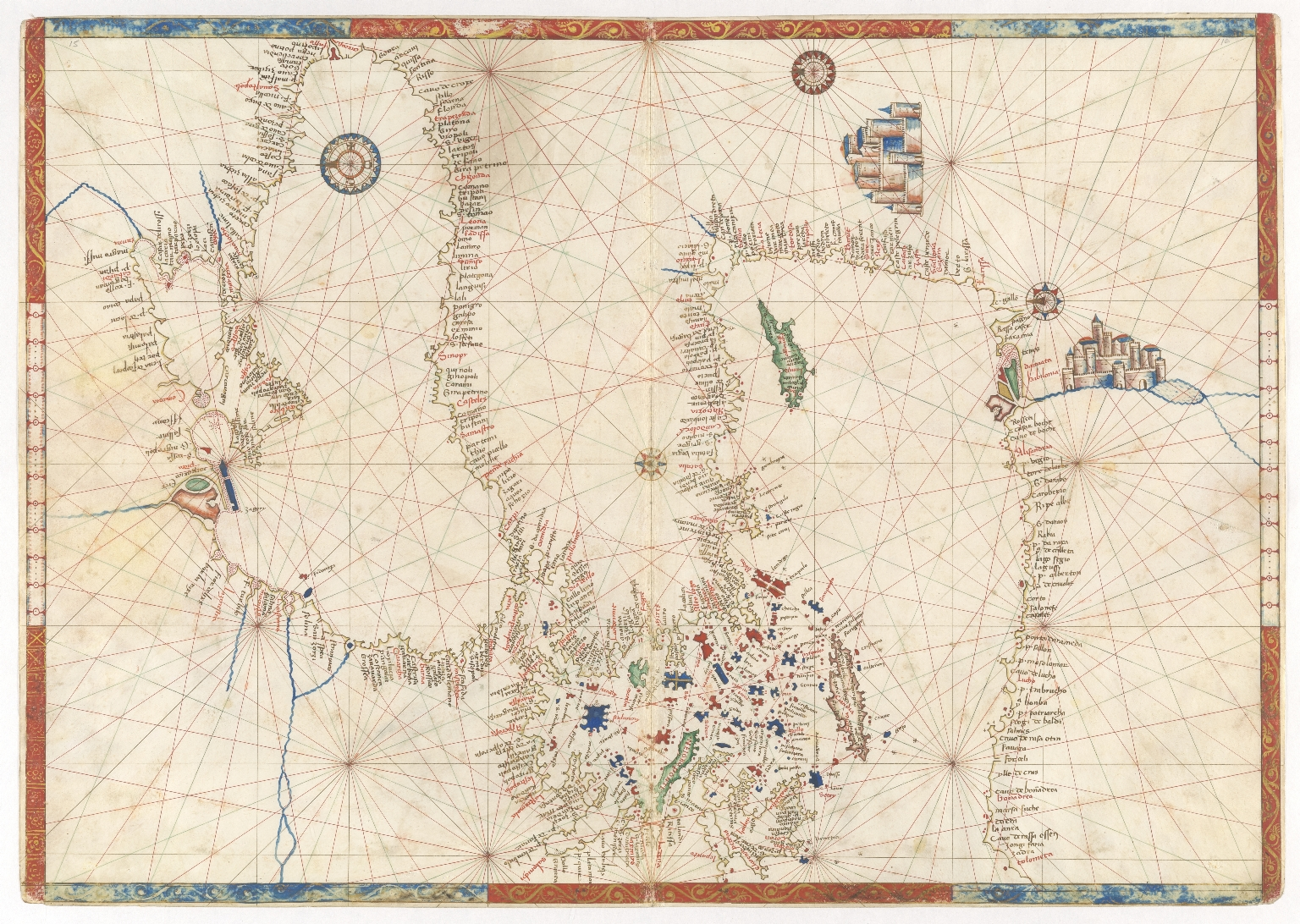
Nord d'Àfrica, Europa i part d'Àsia
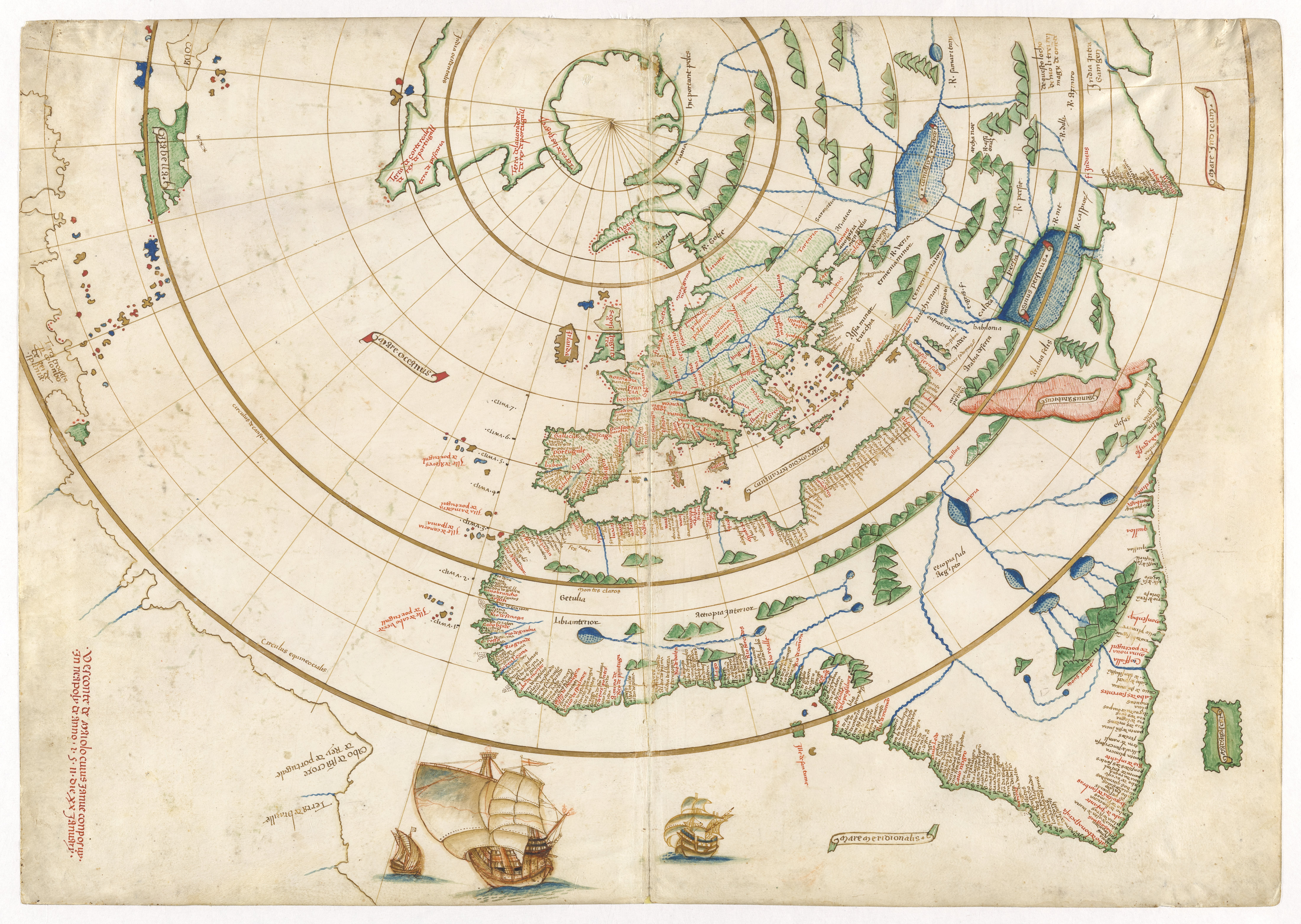
Àfrica, Àsia, Europa i part del Nou Món
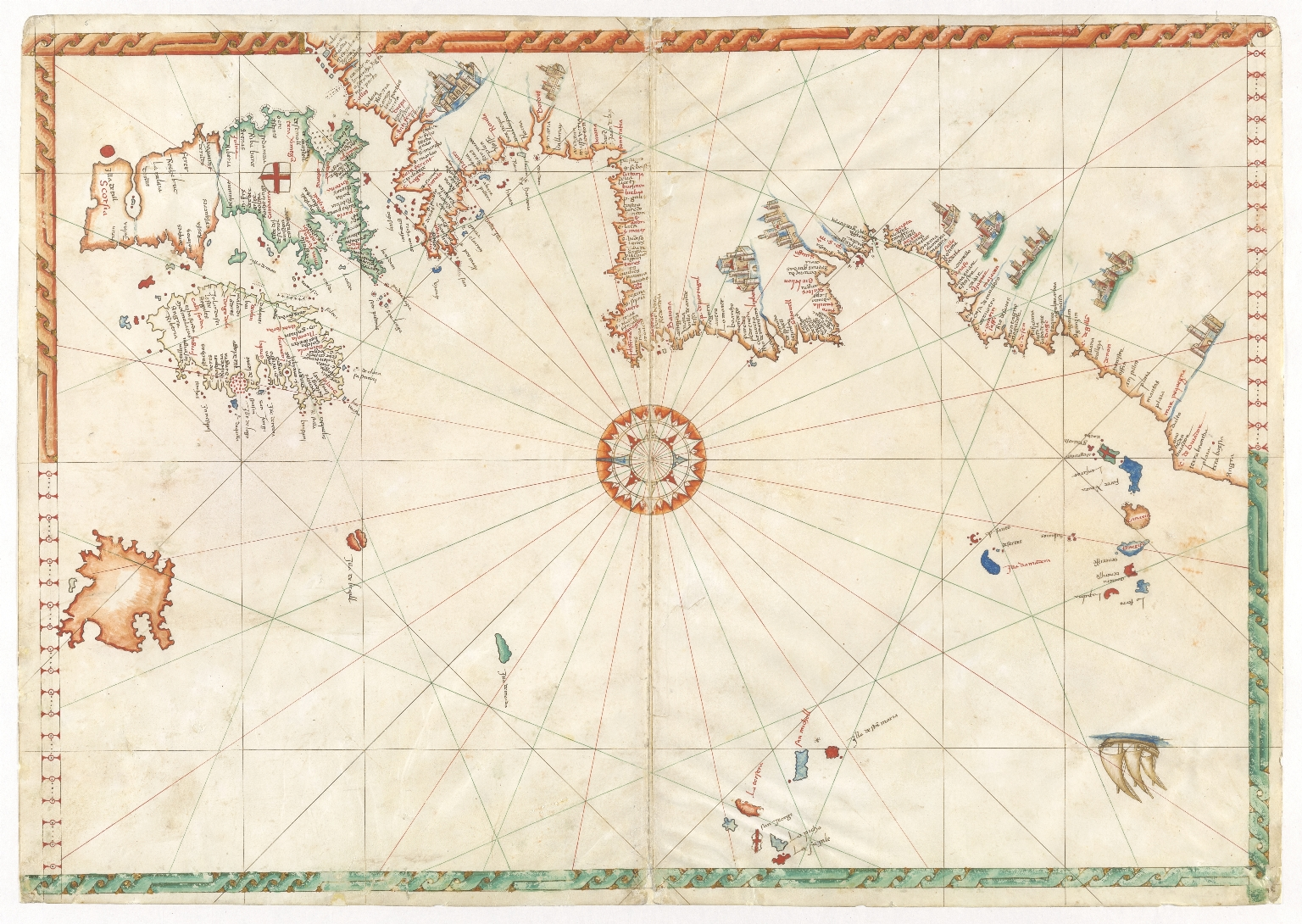
Costa atlàntica d'Àfrica i Europa, les illes Britàniques i Islàndia
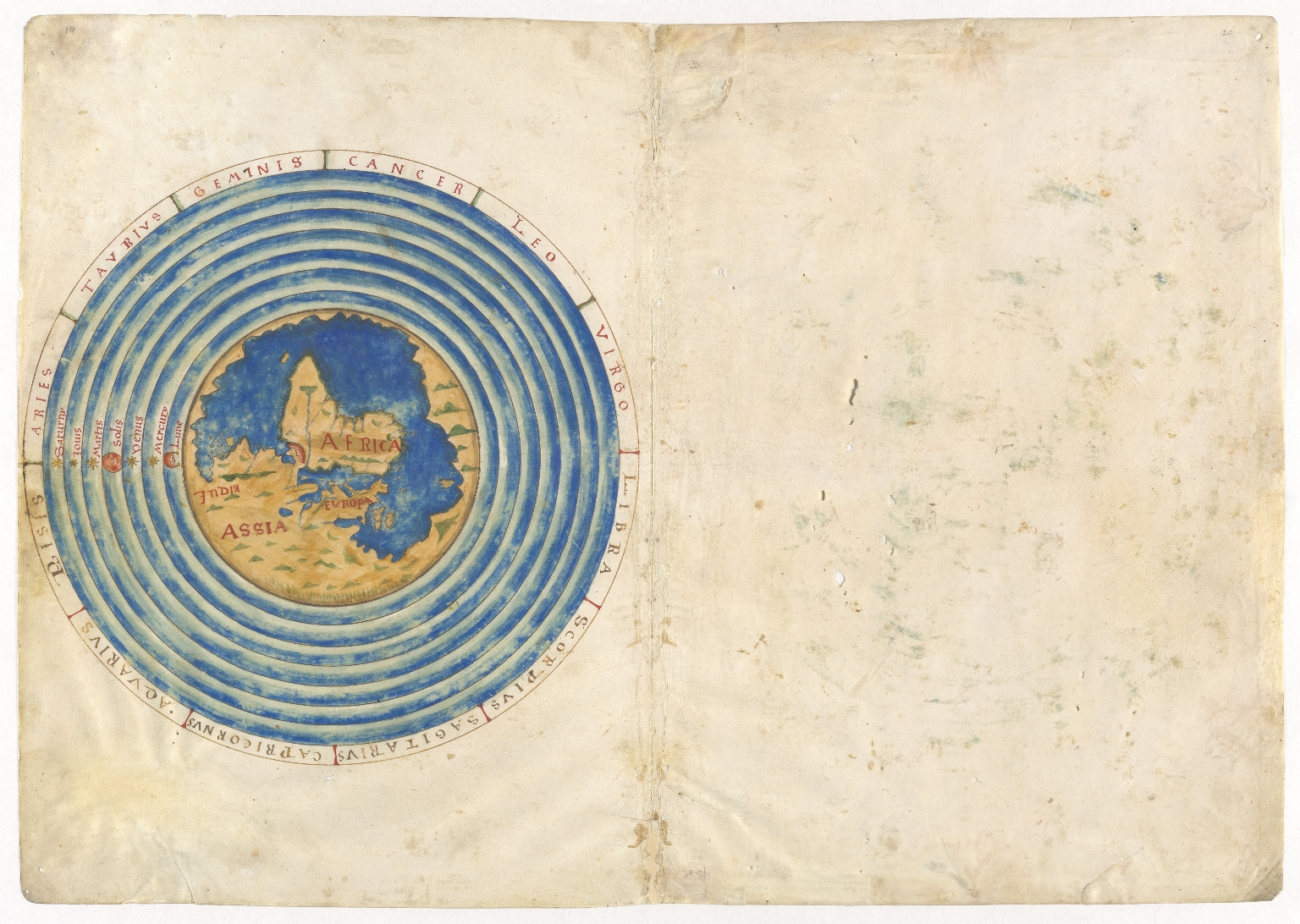
Planisferi cosmogràfic, amb Àfrica, Àsia i Europa al centre
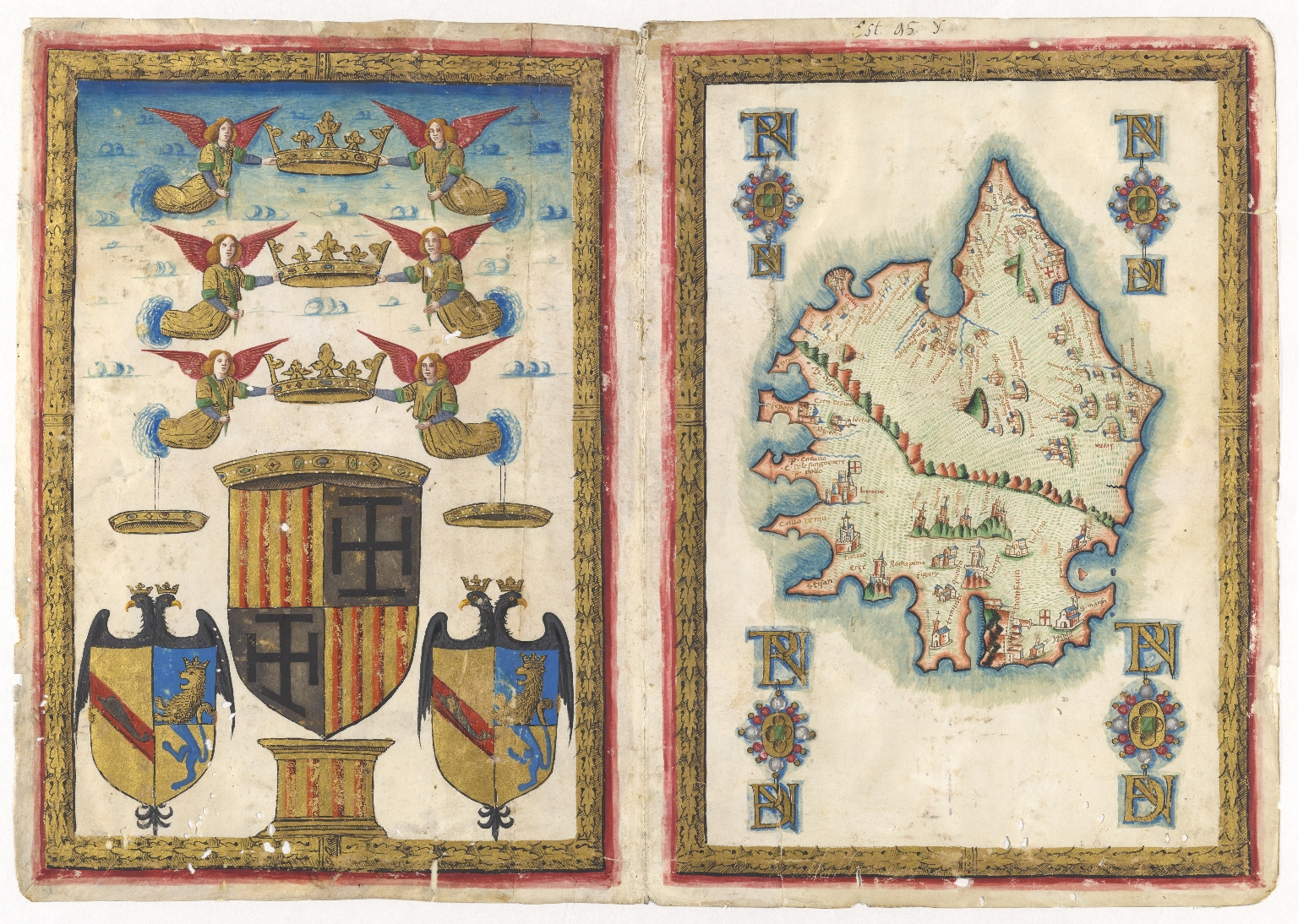
Full de dedicatòria i mapa de Còrsega
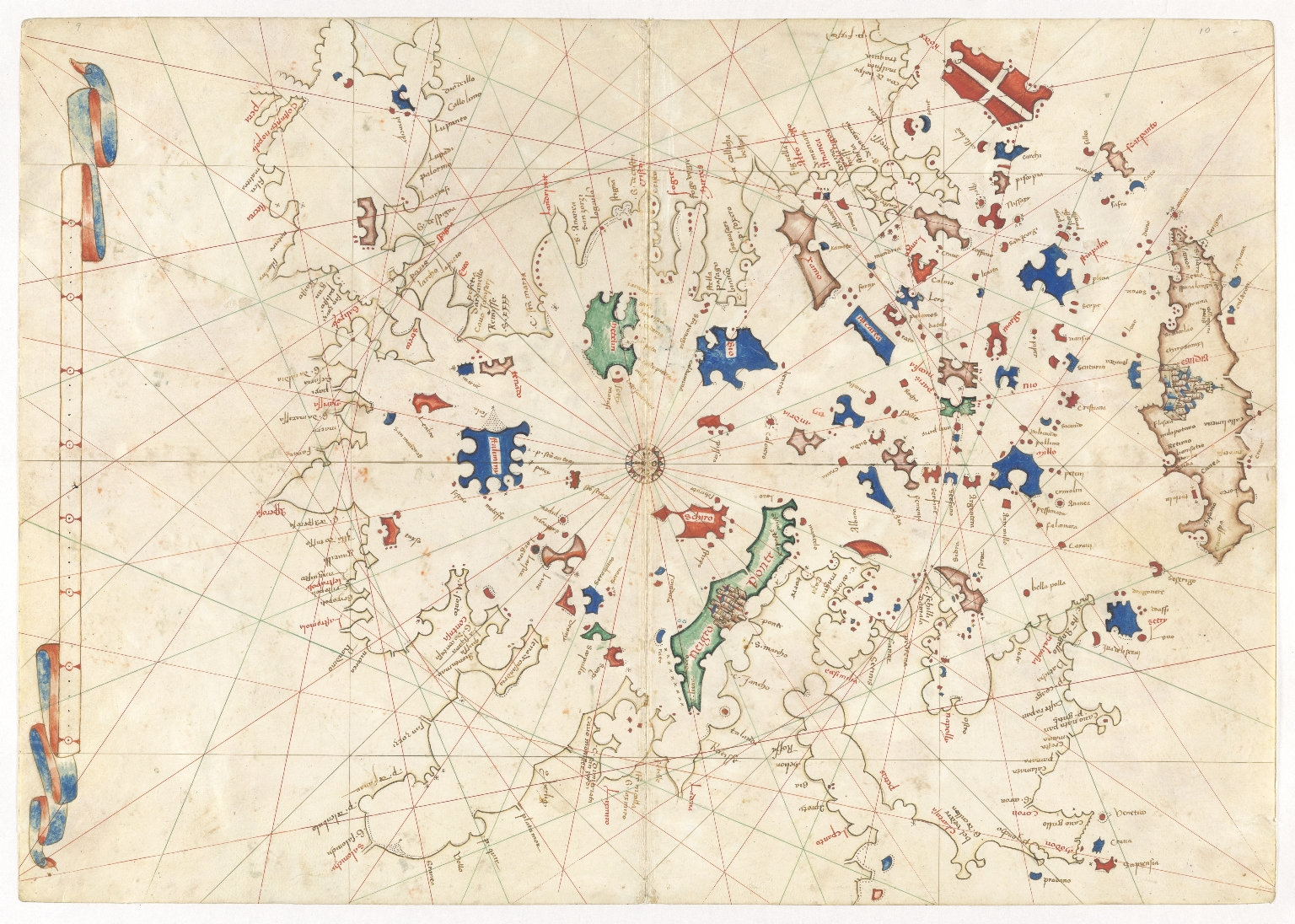
Illes gregues i el mar Egeu
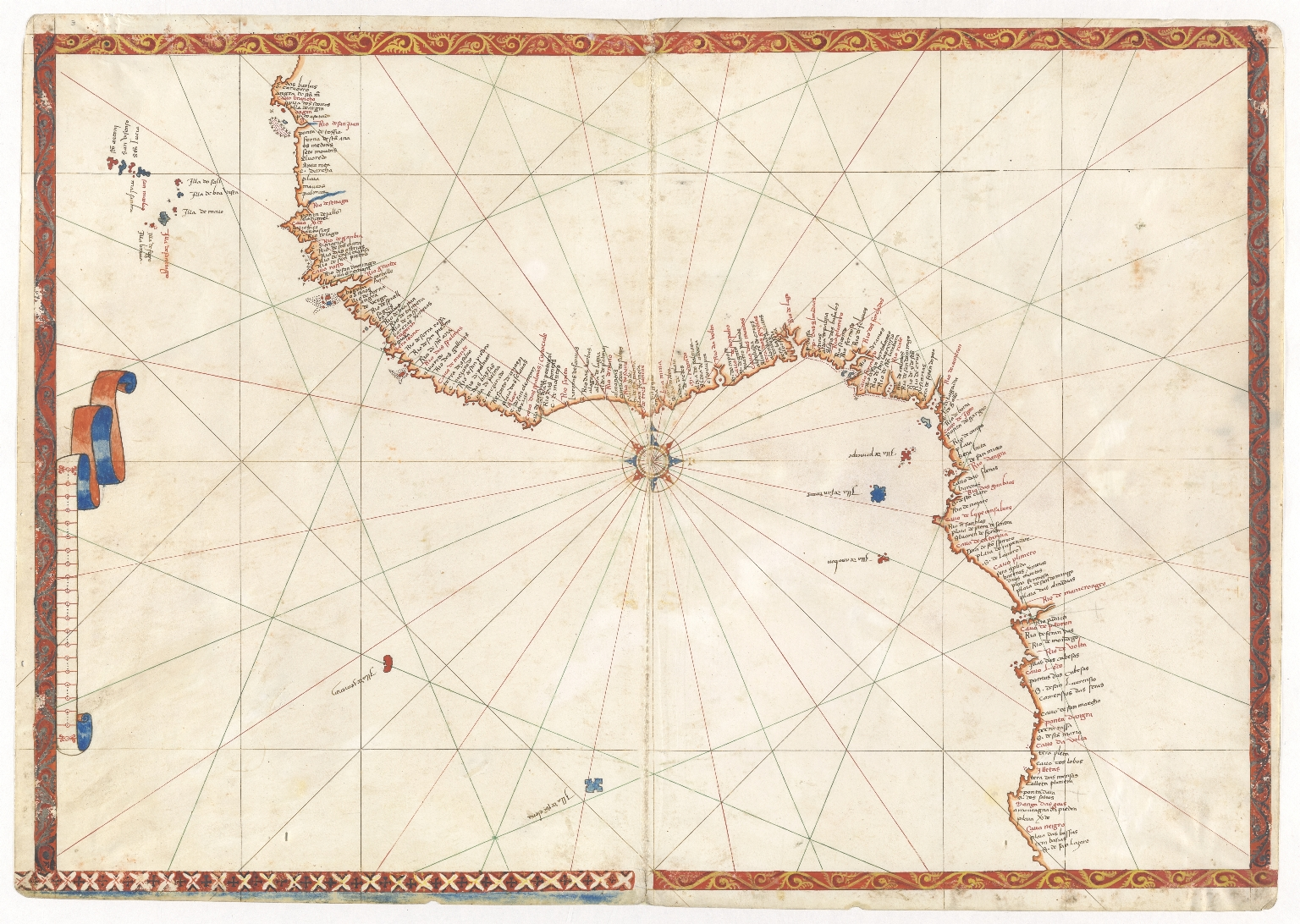
Costa oest d'Àfrica, incloses les illes de Cap Verd, São Tomé, Príncipe i Annobón
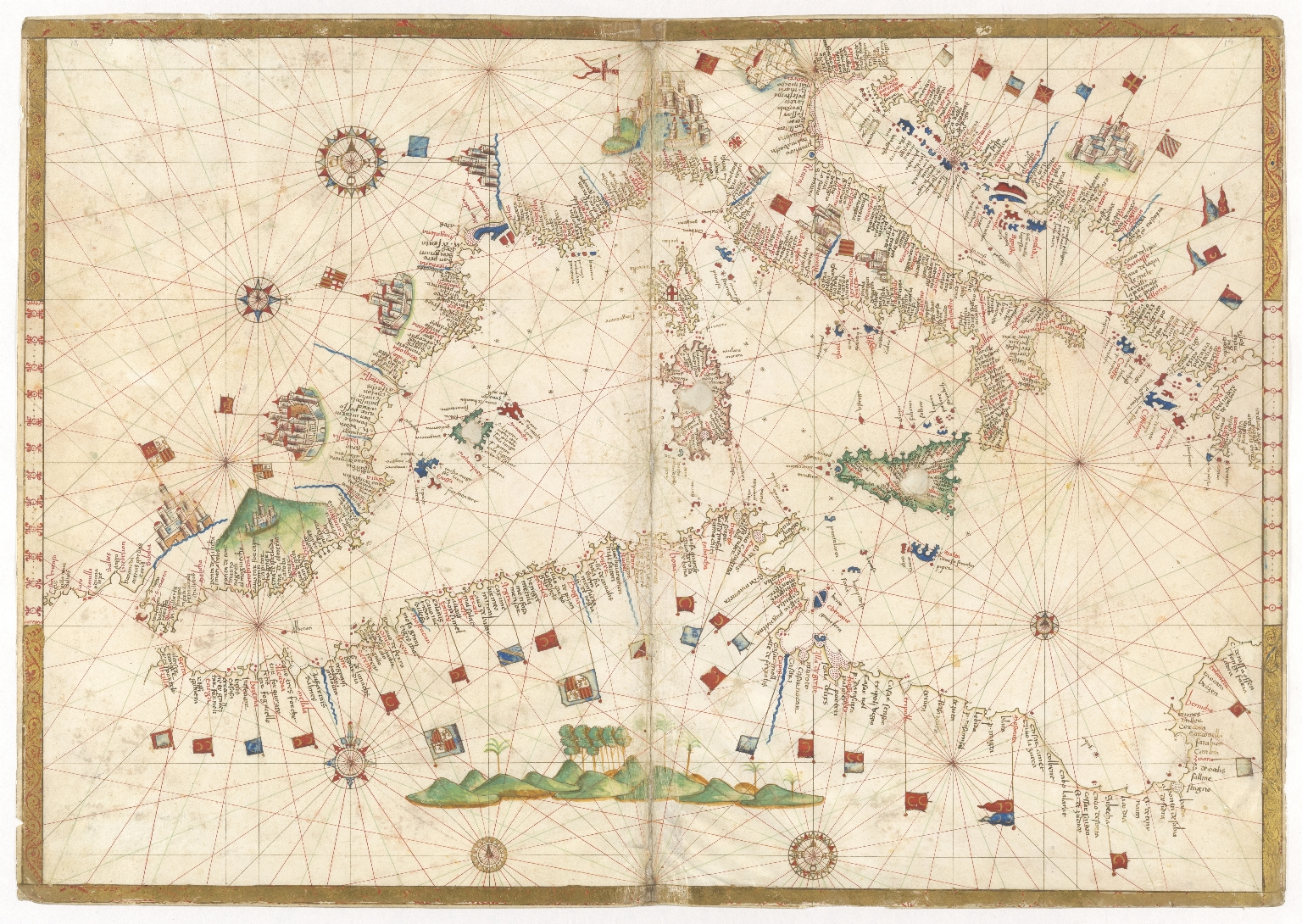
Mediterrani occidental
Hemisferi occidental